# Cephalocereus polylophus
Cephalocereus polylophus es una especie de planta suculenta perteneciente al género Cephalocereus, dentro de la familia Cactaceae. Es endémica de México.

## Descripción

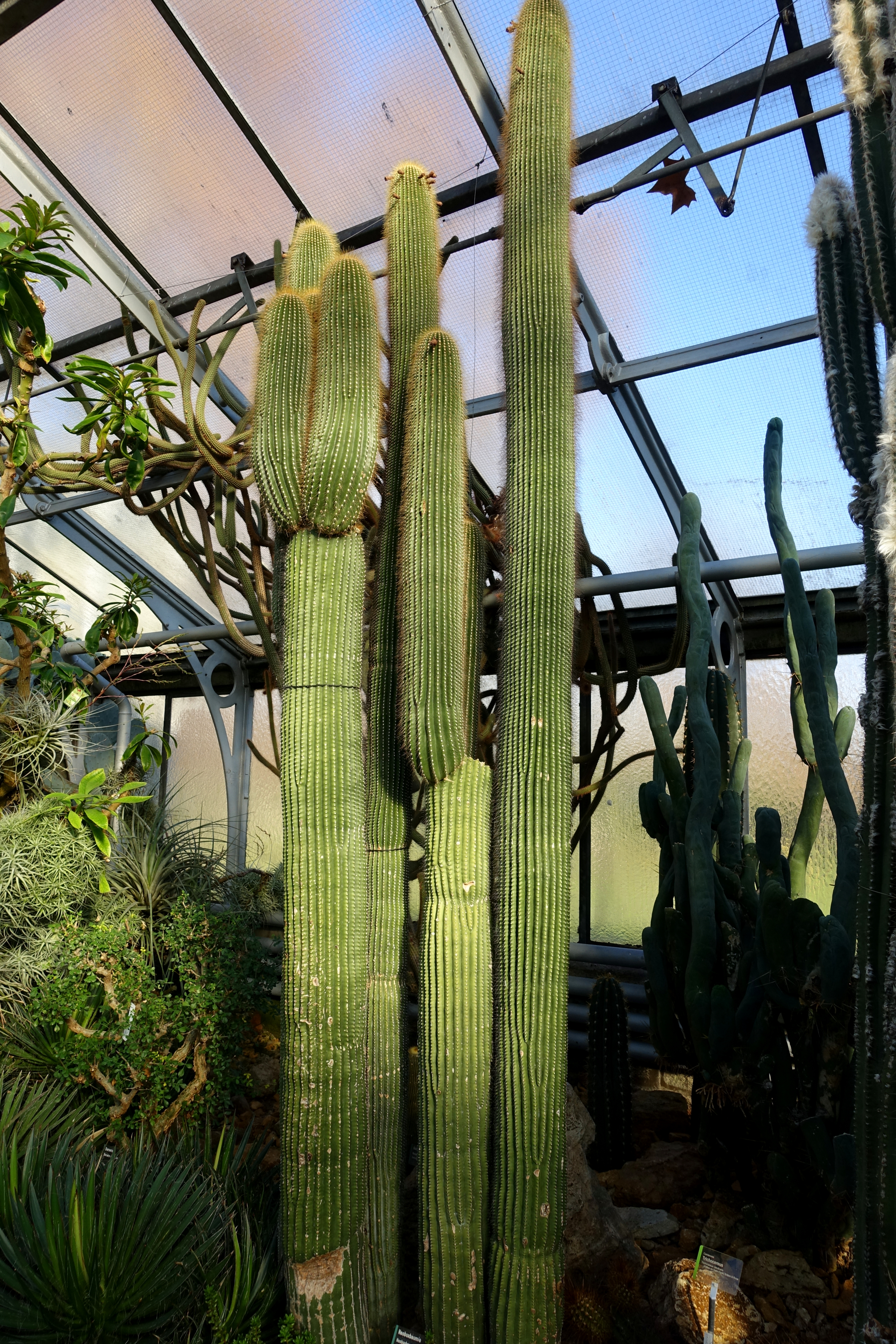
Porte de la planta

Cephalocereus polylophus es una especie de cactus columnar que crece individualmente, alcanzando alturas de 13 a 15 m, llegando a pesar muchas toneladas.Los tallos tienen diámetros de hasta 50 cm, son inicialmente de color verde claro y se oscurecen con la edad. 
Presentan de 22 a 36 costillas estrechas (raramente 10), ligeramente curvadas y separadas entre sí por un surco agudo. Sobre ellas se sitúan las areolas, las cuales tienen una única espina central (que a veces puede faltar) más corta que las 7 u 8 espinas marginales. Son flexibles, miden de 1 a 2 cm de largo y son de color amarillento a marrón, volviéndose grises con la edad.
Las flores suelen aparecer en grupos cerca de las puntas de los tallos. Son de color rojo oscuro, de 4 a 6 cm de largo y alcanzan un diámetro de 3 a 3,5 cm. Su pericarpelo y tubo floral están cubiertos de tubérculos con pequeñas escamas y lana. Los frutos son verdes, tienen forma de huevo, miden de 2,4 a 4 cm de largo y están cubiertos de escamas, lana y pelos.

## Distribución y hábitat
El área de distribución nativa de esta especie es México (de Guanajuato a Veracruz) y crece principalmente en biomas desérticos o de matorrales secos.

## Taxonomía
La primera descripción de esta especie fue como Cereus polylophus, publicada en 1828 por el botánico suizo Augustin-Pyrame de Candolle en la revista científica Mémoires du Muséum d'Histoire Naturelle 17: 115.
Más tarde, los botánicos estadounidenses Nathaniel Lord Britton y Joseph Nelson Rose trasladaron la especie al género Cephalocereus, por lo que pasó a llamarse Cephalocereus polylophus. Registraron estos cambios en la revista científica Contributions from the United States National Herbarium 12: 419, publicada en 1909.
Etimología
- Cephalocereus: nombre genérico que deriva de la palabra griega kephalē (que significa 'cabeza', en alusión a la estructura lanosa llamada cefalio donde nacen sus flores), y la palabra latina cereus (que se traduce como 'vela' o 'cirio'), haciendo alusión a su forma alargada perfectamente recta. También puede hacer referencia al género Cereus, por lo que se traduciría como 'cereus con cabeza o cefalio'.[7]
- polylophus: epíteto específico que deriva de las palabras griegas poli (que significa 'muchos') y lophos (que significa 'cabeza'), haciendo referencia a las numerosas costillas que presentan los tallos de la especie.[8]

## Estado de conservación
En la Lista Roja de Especies Amenazadas de la UICN, la especie está clasificada como “Vulnerable (VU)”.

## Usos
Se cultiva principalmente como planta ornamental y su propagación se realiza normalmente a través de esquejes o semillas. Además, los frutos son comestibles por los humanos y tienen un delicado sabor a nuez. 

## Galería

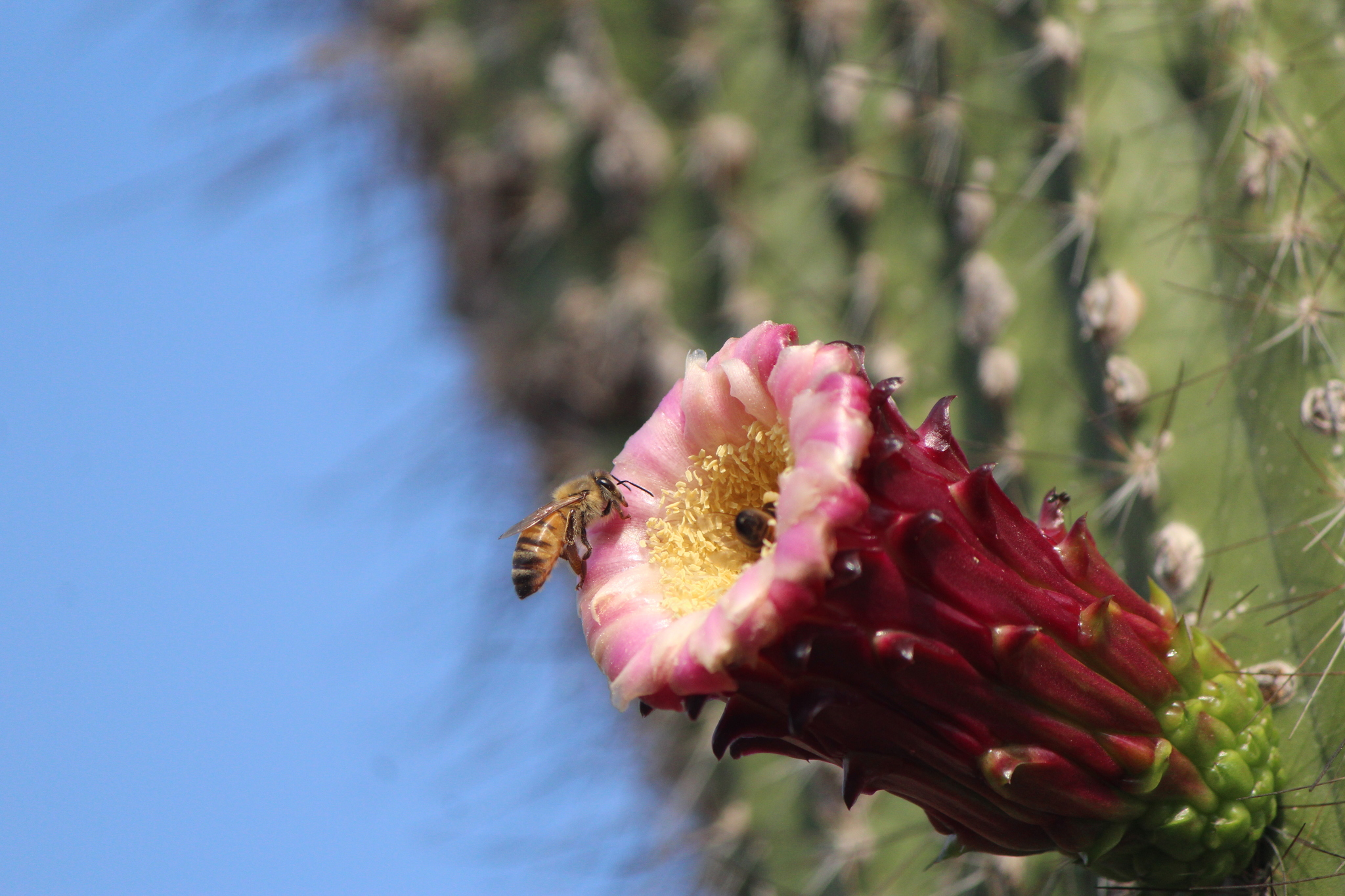
Detalle de la flor
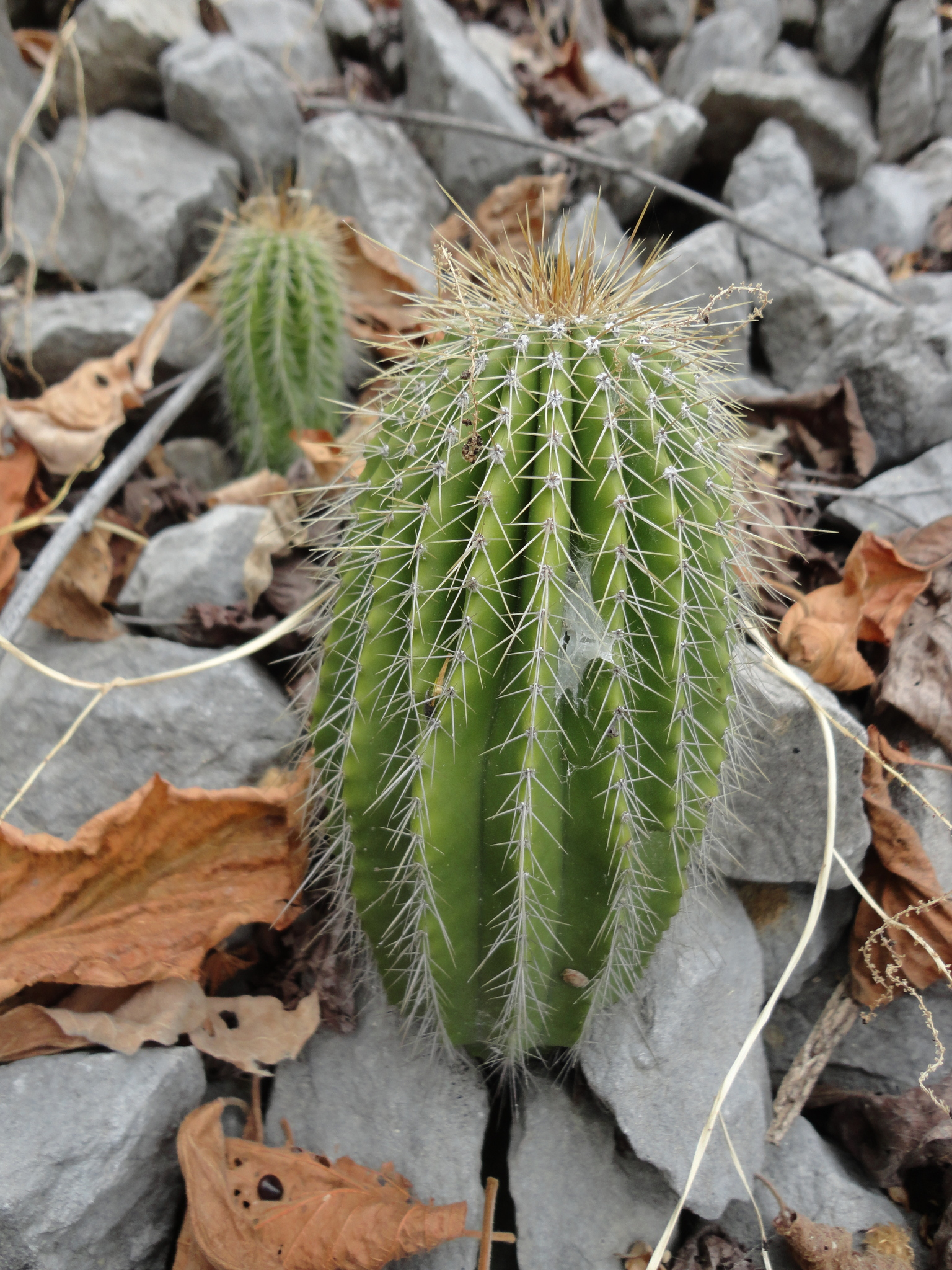
Planta en crecimiento
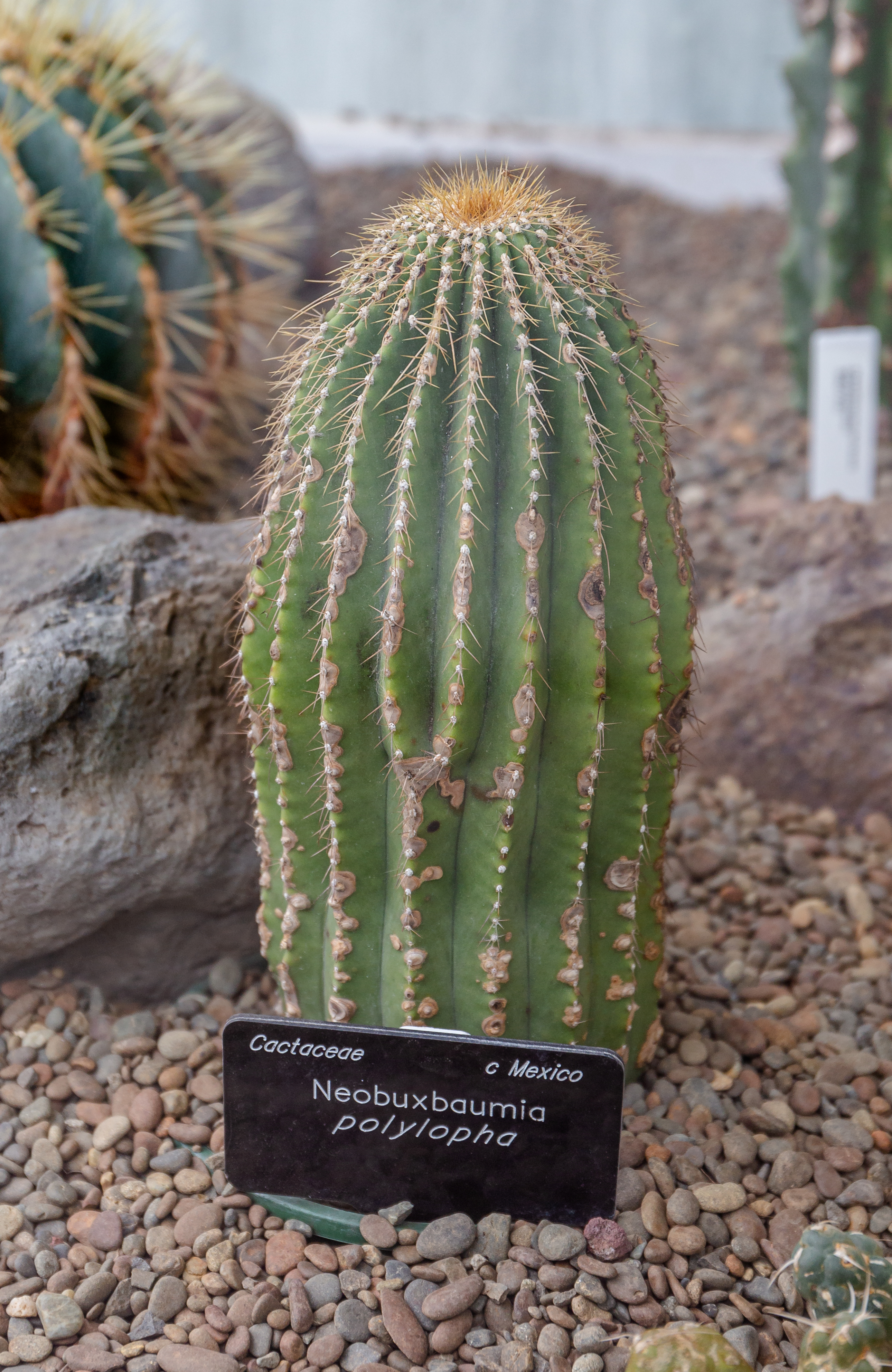
Planta en el jardín botánico de Canterbury (Nueva Zelanda)
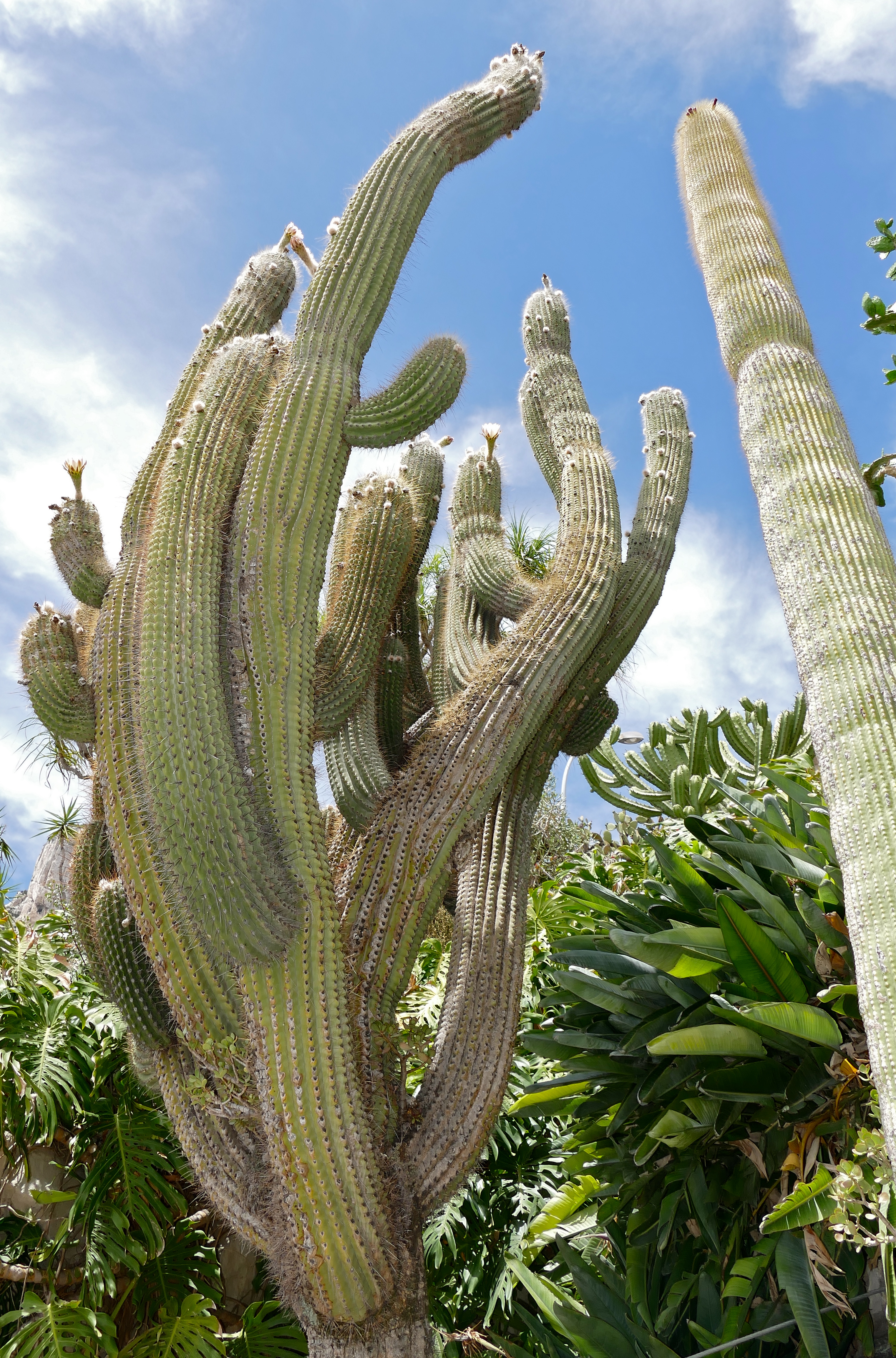
Porte de la planta
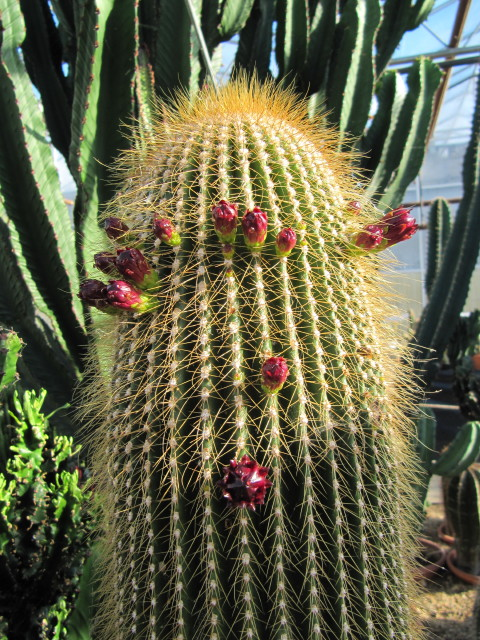
Detalle del tallo, costillas y espinas